# Onward - Oltre la magia
Onward - Oltre la magia (Onward) è un film d'animazione del 2020 co-scritto e diretto da Dan Scanlon; prodotto da Pixar Animation Studios, in co-produzione con Walt Disney Pictures, e distribuito da Walt Disney Studios Motion Pictures.
Si tratta del 22º lungometraggio d'animazione Pixar (il secondo diretto da Scanlon dopo Monsters University del 2013). Uscito nello stesso anno di Soul ha segnato la terza volta che due film Pixar sono usciti lo stesso anno. Il film comprende un cast vocale formato da Tom Holland, Chris Pratt, Octavia Spencer e Tracey Ullman.
Il film uscì inizialmente nelle sale cinematografiche statunitensi il 6 marzo 2020, ma in seguito alla chiusura dei cinema appena due settimane dopo a causa della pandemia di COVID-19, fu successivamente distribuito in digitale il 20 marzo e sulla piattaforma streaming Disney+ il 3 aprile. In Italia la sua uscita venne più volte rinviata a causa della suddetta pandemia, e fu possibile l'approdo nei cinema solo dal 19 agosto 2020. È stato successivamente aggiunto al catalogo italiano di Disney+ il 6 gennaio 2021.

## Trama
Nel mondo abitato da creature mitiche, la magia era all'ordine del giorno e i suoi possessori erano molto rispettati perché la usavano per fare del bene. Tuttavia, a causa della difficoltà di padroneggiarla e dei progressi tecnologici, nel corso degli anni l'uso della magia divenne obsoleto e venne progressivamente abbandonato.
In un tempo equivalente ai tempi moderni, nella città di New Mushroomton vivono due fratelli elfi, Ian Lightfoot, un liceale privo di fiducia in sé stesso, e Barley, appassionato di giochi di ruolo e fanatico della storia, che Ian trova imbarazzante a causa del suo comportamento stravagante. Il padre Wilden è morto poco prima della nascita di Ian a causa di una grave malattia, lasciando la loro madre Laurel ad allevarli da sola. I tre conducono una vita serena e Laurel ha un nuovo fidanzato, l'agente di polizia centauro Colt Bronco.
Al sedicesimo compleanno di Ian, Laurel dà ai fratelli un regalo di Wilden: un bastone magico, una rara Gemma di Fenice e una lettera che spiega come lanciare un "incantesimo evocativo", in grado di far risorgere Wilden per un solo giorno. Barley tenta di lanciare l'incantesimo senza successo; in seguito Ian, inconsapevolmente dotato dei poteri di uno stregone, riesce accidentalmente a praticare la magia; tuttavia, a causa della sua insicurezza, solo la metà inferiore del corpo di Wilden viene fisicamente riformata prima che la Gemma si disintegri. Decisi a risolvere il loro errore, i fratelli partono a bordo dell'amato furgone di Barley Ginevra per acquisire un'altra Gemma e tentare nuovamente l'incantesimo prima che il giorno trascorra e Wilden scompaia per sempre. Poco dopo, Laurel scopre che i ragazzi se ne sono andati e parte al loro inseguimento.
Ian e Barley visitano per prima la Taverna della Manticora, dove sperano di trovare la mappa per la Gemma. La taverna è diventata un ristorante per famiglie e la manticora Corey ha abbandonato la sua ferocia per diventarne il manager. Corey rifiuta di consegnare loro la mappa temendo di metterli in pericolo, ma alle insistenze di Ian ella si rende conto di quanto sia diventata noiosa la sua vita e allontana i clienti in un impeto di rabbia, incendiando accidentalmente il ristorante e la mappa. L'unico indizio dei fratelli è un menu per bambini ispirato a essa, che indica la Punta del Corvo, una montagna vicina, come possibile nascondiglio della Gemma. Laurel arriva sulla scena e incontra Corey, la quale la avverte che il viaggio dei fratelli può portare al risveglio di una creatura mostruosa, che può essere sconfitta solo con una spada speciale. Le due diventano amiche e partono per salvare i ragazzi.
Mentre Ian e Barley si dirigono verso un'area montuosa, devono scappare dalla polizia e da una banda di folletti-motociclisti, facendo affidamento sulle capacità di lancio di incantesimi appena risvegliate di Ian e sulla conoscenza di Barley dei luoghi antichi. Scoprono che Punta del Corvo non indica la montagna, ma è un indizio che li porta a seguire le indicazioni date da una serie di statue a forma di corvo. Tuttavia Colt si mette al loro inseguimento chiamando dei rinforzi: Barley sacrifica allora Ginevra facendola scontrare con un ammasso di rocce per provocare una frana e impedire alla polizia di catturarli. I fratelli seguono le statue del corvo fino a scendere in una grotta sotterranea, dove evitano una serie di trappole, creature mortali e inondazioni, fino a raggiungere la superficie: con grande sgomento, però, si trovano al punto di partenza, davanti alla scuola di Ian. Ian, deluso, si scaglia contro Barley e lo accusa di aver sbagliato strada, prima di allontanarsi con Wilden per passare con lui le ultime ore che restano.
Seduto insieme a Wilden, Ian si rende conto che durante la sua infanzia Barley gli ha fatto da padre, proteggendolo e incoraggiandolo, e la loro ricerca li ha avvicinati. Intanto Barley nota una serratura a forma di fiore in un'antica fontana di fronte al liceo e vi inserisce una roccia presa da una delle statue del corvo, rivelando il nascondiglio della Gemma. Quando la prende, però, la maledizione ha effetto: il liceo si trasforma in un drago di pietra deciso a reclamare la Gemma. Ian prova a respingerlo con il bastone, ma nonostante le sue abilità il mostro glielo getta nell'oceano; il ragazzo riesce però a riformarlo da una scheggia ficcatasi nella sua mano e continua la lotta. Corey e Laurel arrivano in aiuto: la madre pianta la spada magica nel cuore del drago e lo indebolisce abbastanza a lungo perché Ian possa lanciare l'incantesimo evocativo e riformare completamente il corpo di Wilden. Tuttavia il ragazzo decide che sarà Barley a incontrare loro padre, mentre lui terrà occupato il drago abbastanza a lungo da permettere a Laurel di distruggerlo. Ian osserva da lontano Barley dare a Wilden l'addio che anni prima non aveva potuto dargli, poco prima che l'uomo si dissolva per sempre; Barley dice a Ian che Wilden è orgoglioso di lui e i fratelli condividono un abbraccio.
La magia di Ian e la sua fiducia in sé stesso migliorano, e il ragazzo sorprende Barley dipingendo il suo nuovo furgone, Ginevra 2, che ha recentemente acquistato. Corey riapre la sua taverna nel suo spirito originale, attirando clienti con storie delle sue avventure passate.

## Personaggi
- Ian Lightfoot: protagonista del film, è un elfo che ha 16 anni e sogna ardentemente di conoscere suo padre. È doppiato in inglese da Tom Holland e in italiano da Alex Polidori.
- Barley Lightfoot: fratello maggiore di Ian, è un elfo grande, che ha 19 anni, è corpulento e chiassoso che ama la magia e immergersi nei giochi di ruolo fantasy. È doppiato in inglese da Chris Pratt e in italiano da Andrea Mete.
- Laurel Lightfoot: madre di Ian e Barley. Ha perso suo marito anni fa ed ha intrapreso una relazione con l'agente di polizia Colt Bronco. È doppiata in inglese da Julia Louis-Dreyfus e in italiano da Sabrina Ferilli.
- Colt Bronco: è un centauro ed è un agente di polizia. È fidanzato con Laurel e si occupa di Ian e Barley, a suo modo. È doppiato in inglese da Mel Rodriguez e in italiano da Enzo Avolio.
- Wilden Lightfoot: padre di Ian e Barley e marito di Laurel, scomparso prematuramente per via di una malattia quando Barley era ancora un bambino e prima che nascesse Ian. Ha lasciato ai figli un regalo particolare che spingerà i fratelli a compiere un'avventura. È doppiato in inglese da Kyle Bornheimer e in italiano da Fabio Volo.

## Produzione

### Pre-produzione
Nel mese di luglio del 2017, la Pixar annuncia la realizzazione di un film ambientato in un mondo fantasy suburbano al D23 Expo, diretto da Dan Scanlon e prodotto da Kori Rae. Il film prende ispirazione dalla morte del padre del regista quando lui e suo fratello erano giovani e dal loro rapporto. Scanlon ha deciso di scrivere la storia dopo aver ascoltato un audio clip di suo padre. Il 12 dicembre 2018, viene rivelato il titolo, e C. S. Anderson viene annunciato come sceneggiatore insieme a Dan Scanlon.

### Ideazione
L'idea di creare un film venne al regista Dan Scanlon ispirandosi alle vicende di lui e del fratello quand'erano piccoli. Dice in un'intervista: "La storia del film è ispirata al rapporto con mio fratello e al legame con nostro padre, mancato quando avevo solo un anno. Un parente stretto ci inviò una registrazione in cui papà pronunciava solo 'Ciao' e 'Arrivederci', (Come poi accade ai protagonisti del film) ... fu magico, che opportunità fantastica sarebbe trascorrere un giorno con chi non c'è più".

## Promozione
Il 29 maggio 2019, sono state mostrate due immagini del film con Barley, Ian e la loro madre. Il giorno dopo, il primo teaser trailer del film, insieme alla prima locandina ufficiale, è stato pubblicato durante le finali della NBA 2019 sulla ABC.

## Distribuzione
La pellicola è stata presentata al Festival di Berlino 2020 il 21 febbraio e distribuita nelle sale cinematografiche statunitensi a partire dal 6 marzo 2020. In Italia l'uscita del film, inizialmente prevista per il 5 marzo, poi posticipata al 16 aprile seguente e ancora una volta al 22 luglio, è stata rimandata al 19 agosto a causa della pandemia di COVID-19. Prima che la distribuzione al cinema avvenisse, la versione britannica del DVD conteneva già la traccia audio italiana.
Negli Stati Uniti il film viene distribuito il 21 marzo 2020 in digital download con un netto anticipo rispetto a quanto inizialmente previsto (dopo sole due settimane dall'uscita nei cinema) e, sempre con netto anticipo, il 3 aprile sulla piattaforma Disney+, a causa della precaria situazione cinematografica causata dalla pandemia di COVID-19.

### Edizione italiana
La direzione del doppiaggio è a cura di Massimiliano Manfredi, su dialoghi di Roberto Morville, per conto della Dubbing Brothers Int. Italia. I testi delle canzoni sono state adattati in italiano da Lorena Brancucci, mentre la direzione musicale è stata affidata a Ermavilo e Virginia Tatoli.

### Censura
Nella versione russa del film viene omesso che il personaggio della poliziotta ciclope Specter (donna lesbica) abbia una compagna, optando per un generico "partner", mentre nel doppiaggio arabo, realizzato in Egitto, il copione parla della figlia della sorella. Una sorte simile è toccata anche al doppiaggio polacco, mentre il film è stato completamente escluso da Kuwait, Oman, Qatar e Arabia Saudita, come già avvenuto in precedenza per il live action de La Bella e la Bestia.

## Accoglienza

### Incassi
Negli Stati Uniti il film ha incassato 40 milioni di dollari solo nel primo fine settimana di programmazione. Nelle altre 47 nazioni che hanno distribuito la pellicola a cavallo del weekend del 6 marzo il film ha incassato 28 milioni di dollari, arrivando globalmente a 68 milioni di dollari al termine del primo fine settimana, contro un budget di produzione stimato sui 175-200 milioni di dollari.
Il film ha incassato 61555145 $ in Nord America e 69088699 $ nel resto del mondo, per un totale di 141950121 $.

### Critica
Sull'aggregatore di recensioni online Rotten Tomatoes il film detiene una percentuale di gradimento pari all'88% sulla base di 324 critiche professionali ed un voto medio del 7.2/10, e con il consenso dei critici: "Anche se non è proprio all'altezza degli altri grandi Capolavori Disney•Pixar, Onward - Oltre la magia fa un uso efficiente della ricetta dello studio - e si distingue per i suoi meriti con un'avventura divertente, toccante e ben animata". Il sito Metacritic gli ha assegnato un punteggio medio di 61 su 100, sulla base di 56 recensioni.

## Riconoscimenti
- 2020 - Critics' Choice Super Awards[24]
  - Candidatura al miglior film d'animazione
  - Candidatura al miglior doppiatore in un film d'animazione a Tom Holland
  - Candidatura al miglior doppiatore in un film d'animazione a Chris Pratt
  - Candidatura alla miglior doppiatrice in un film d'animazione a Octavia Spencer
- 2020 - E! People's Choice Awards[25]
  - Film per famiglie del 2020
- 2021 - Golden Globe[26]
  - Candidatura al miglior film d'animazione
- 2021 - Premi Oscar
  - Candidatura al Miglior film d'animazione
- 2021 - Saturn Award[27][28]
  - Miglior film d'animazione